# Pic d'Arcalís
Pic d'Arcalís är en bergstopp i Andorra. Den ligger i parroquian Ordino, i den nordvästra delen av landet. Toppen på Pic d'Arcalís är 2 776 meter över havet.
Den högsta punkten i närheten är Pic de L'Angonella, 2 819 meter över havet, väster om Pic d'Arcalís.
I trakten runt Pic d'Arcalís förekommer i huvudsak kala bergstoppar.